# Wojnica (obwód wołyński)
Wojnica – wieś na Ukrainie, w obwodzie wołyńskim, w rejonie włodzimierskim. W 2001 roku liczyła 291 mieszkańców.
Do 2020 w rejonie łokackim. 